# Síndrome de Apert

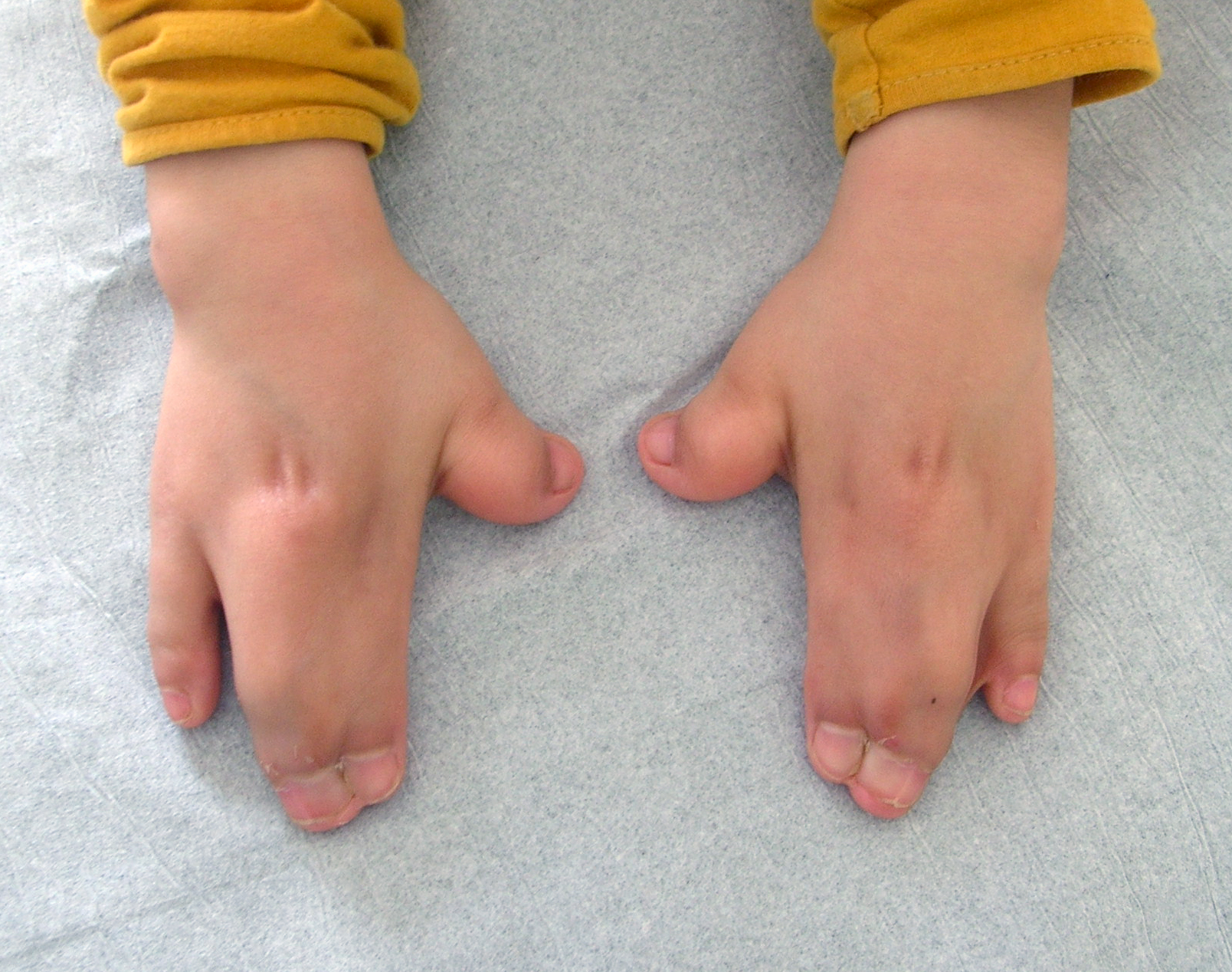
Mãos de uma criança com síndrome de Apert

A Síndrome de Apert é uma síndrome de origem genética considerada rara (acima de 1 a cada 160 000 nascidos vivos). Há variação nos números da sua incidência, variando de 1 para 80 mil até 1 para 300 mil nascidos vivos, dependendo da fonte consultada. Foi descrita pelo médico francês Eugène Apert em 1906, e se caracteriza por um conjunto de anomalias  craniofaciais decorrentes da craniossinostose prematura, associadas a sindactilia. Trata-se portanto de uma acrocefalossindactilia.

## Alterações morfológicas
Dentre as alterações morfológicas encontradas na síndrome de Apert, a principal é a sindactilia complexa (pés e mãos fundidos total ou parcialmente). Outra característica marcante é a presença de acrocefalia, daí ser a síndrome definida como acrocefalossindactilia. 

## Classificação
Grosso modo, em relação a mãos e pés, a classificação mais conhecida é a de Upton  que apresenta, com algumas variações, três tipos: 
- Tipo 1: dedos indicador, médio e anular unidos, com fusão óssea; dedos polegar e mínimo livres. A palma da mão é plana ("mão em pá")

em que os dedos polegar e  mínimo estão separados apenas do dedo médio e anelar, e a palma da mão é plana .
- Tipo 2: polegar fundido com o dedo indicador (variando de sindactilia simples a complexa), e os demais dedos fundidos. A palma da mão é côncava ("mão em luva").
- Tipo 3: fusão complexa e total dos dedos, que podem estar sobrepostos com a palma da mão ("mão em botão de flor").

## Causas
A síndrome é origem genética, e sua causa é uma rara mutação, via de regra em um único gene, o FGFR2 , que é responsável pelos fatores de crescimento dos fibroblastos. Os fibroblastos orientam a união dos ossos em um determinado momento de seu desenvolvimento. Não há estudos publicados sobre a causa ou as causas desta mutação,  que permanecem, portanto, desconhecidas, porém a síndrome é carreada para as linhagens subsequentes por observação clínica, desde a sua catalogação. 

## Comorbidades
- Craniossinostose;
- Recuo do terço médio da face;
- Sindactilia de mãos e pés.
- fenda palatal;
- alterações cardíacas;
- atresia pulmonar;
- fístula traqueoesofageal;
- estenose pilórica;
- rins policísticos;
- útero bicorno;
- hidrocefalia;
- otites de repetição;
- apneia do sono;
- acne severa;
- palato ogival;
- problemas oculares;
- macroglossia.

Há outras observações  que  podem ser feitas  por  leigos  e que auxiliam na formação do quadro clínico para diagnose da autoridade médica e de outros profissionais da saúde. 
Frequentemente, a síndrome de Apert atinge as formações ósseas de modo generalizado, podendo afetar, além da cabeça, pés e mãos, a formação escapular e umeral (afeta os ombros), com restrição baixa a alta na amplitude de movimentos. É importante buscar centros de referência para as cirurgias necessárias, além do acompanhamento multidisciplinar, durante a infância e a adolescência. O tratamento multidisciplinar é necessário ao longo de toda a fase de crescimento em maior ou menor grau.  

## Tratamento

### Clínicos
É fundamental a busca de centros de referência. A síndrome tem um espectro medianamente amplo, podendo variar os graus de comprometimento para cada indivíduo. É também importante o acompanhamento multidisciplinar portadores da síndrome, incluindo fisioterapia, fonoaudiologia, terapia ocupacional e psicoterapia, além do apoio dos familiares, da rede de assistência social local, de grupos de ajuda e associações de portadores da síndrome de Apert.

### Cirúrgicos
As cirurgias das mãos devem ser feitas entre seis e 24 meses de idade, para melhores resultados de cognição e tátil. Mas via de regra sempre haverá comprometimento motor pela fusão das falanges. Também é prioritária a cirurgia craniana, em diferentes fases da infância. Inicialmente, entre seis e oito meses de idade, é feita a descompressão craniana, com o uso de válvula ou distrator, e a liberação da fusão óssea do crânio. Mais tarde, em geral entre os quatro anos e os 12 anos de idade, é feita a avaliação para cirurgia do terço médio da face, visando não apenas melhorias funcionais do trato respiratório como estéticas. Avalia-se caso a caso a necessidade de outras intervenções cirúrgicas. 